# Manoel Dias
Manoel Dias (Criciúma, 13 de agosto de 1938) é um advogado e político brasileiro filiado ao Partido Democrático Trabalhista (PDT). Foi ministro do Trabalho e Emprego do Brasil.

## Biografia
Filho de Anselmo Fortunato Dias e de Cândida Borges Dias.
Iniciou a vida pública na década de 1960, como líder estudantil. Eleito vereador de Içara em 1962 pelo Partido Trabalhista Brasileiro (PTB), teve o mandato cassado após o Golpe Militar de 1964. Foi mantido preso por onze meses.
Em 1965 participou da fundação do Movimento Democrático Brasileiro (MDB) em Santa Catarina. Foi deputado à Assembleia Legislativa de Santa Catarina na 6ª legislatura (1967 — 1971).
Com a decretação do Ato Institucional Número Cinco (AI-5), em 1969, voltou a ser cassado, com os direitos políticos suspensos por 10 anos.
Neste período formou-se em direito pela Universidade Federal de Santa Catarina, e passou a advogar em Criciúma. Após a anistia, em 1979, mudou-se para Florianópolis, a fim de recriar o PTB.
Como a sigla acabou sendo registrada pelo grupo político de Ivete Vargas, fundou no início da década de 1980 o PDT, juntamente com Leonel Brizola e outras lideranças. Foi candidato a deputado estadual em 1982, a governador em 2006 e a vice-governador em 2010, no entanto não logrou êxito.
É o secretário-geral do PDT, presidente estadual do PDT de Santa Catarina e presidente da Fundação Leonel Brizola e Alberto Pasqualini. Na década de 1990 participou do governo de Brizola no Rio de Janeiro, sendo diretor do Banco do Estado do Rio de Janeiro (Banerj).

## Ministério do Trabalho e Emprego
Em 15 de março de 2013 assumiu o posto de ministro do Trabalho e Emprego.
Em 31 de dezembro de 2014 sua permanência no comando do ministério foi confirmada para o Segundo Governo Dilma Rousseff. Durante o segundo mandato de Dilma, Dias teve de enfrentar os efeitos da crise econômica de 2014 no emprego. Afirmou que poderia reverter o aumento do desemprego no segundo semestre de 2015 através do setor automobilístico, exportando carros para o México e outros países da América Latina, e do setor da construção civil, alegando que o investimento do governo previsto para a construção de unidades habitacionais populares seria de 84 bilhões de reais, o que geraria empregos.